# شين ياناجيساوا
شين ياناجيساوا (باليابانية: 柳沢信؛ بالكانا: やなぎさわ しん) هو مصور ياباني، ولد في 1936 في طوكيو في اليابان، وتوفي في 2008.